# Soulier d'or belge 1999
Le Soulier d'or 1999 est un trophée individuel, récompensant le meilleur joueur du championnat de Belgique sur l'ensemble de l'année 1999. Ceci comprend donc à deux demi-saisons, la fin de la saison 1998-1999, de janvier à juin, et le début de la saison 1999-2000, de juillet à décembre.

## Lauréat
Il s'agit de la quarante-sixième édition du trophée, remporté par le défenseur du RSC Anderlecht Lorenzo Staelens. Après avoir obtenu plusieurs places d'honneur durant les dix dernières années, il est enfin récompensé pour sa constance au haut niveau sur l'ensemble de sa carrière. Depuis sa déception en 1994 et la victoire de Gilles De Bilde, il n'est plus venu à une soirée de remise du Soulier d'Or. Persuadé que son coéquipier Jan Koller l'emporterait, il se montre surpris lorsque le présentateur de l'émission sur VTM lui rend visite en direct pour lui annoncer sa victoire. Il arrive en hélicoptère directement au casino d'Ostende, où il reçoit son trophée en mains propres.
Jan Koller, meilleur buteur du championnat en 1999, termine finalement deuxième, à 22 points de Lorenzo Staelens. La troisième marche du podium est occupée par Toni Brogno, l'avant-centre de Westerlo, qui effectue un début de saison 1999-2000 de très haut niveau et occupe la tête du classement des buteurs en décembre.

## Classement complet
| Place | Joueur             | Nationalité | Club(s)                           | Points |
| ----- | ------------------ | ----------- | --------------------------------- | ------ |
| 1.    | Lorenzo Staelens   |             | RSC Anderlecht                    | 180    |
| 2.    | Jan Koller         |             | RSC Anderlecht                    | 158    |
| 3.    | Toni Brogno        |             | KVC Westerlo                      | 111    |
| 4.    | Branko Strupar     |             | KRC Genk                          | 103    |
| 5.    | Marc Degryse       |             | La Gantoise / GB Antwerp          | 95     |
| 6.    | Jurgen Cavens      |             | Lierse SK                         | 94     |
| 7.    | Tomasz Radzinski   |             | RSC Anderlecht                    | 90     |
| 8.    | Yves Vanderhaeghe  |             | Excelsior Mouscron                | 85     |
| 9.    | Besnik Hasi        |             | KRC Genk                          | 45     |
| 10.   | Bart Goor          |             | RSC Anderlecht                    | 26     |
| 11.   | Stefaan Tanghe     |             | Excelsior Mouscron                | 19     |
| ==.   | Enzo Scifo         |             | RSC Anderlecht                    | 19     |
| ==.   | Pär Zetterberg     |             | RSC Anderlecht                    | 19     |
| ==.   | Souleymane Oularé  |             | KRC Genk                          | 19     |
| 15.   | Marc Hendrikx      |             | KRC Genk                          | 15     |
| ==.   | Bosko Balaban      |             | FC Bruges                         | 15     |
| 17.   | Geert De Vlieger   |             | KRC Harelbeke / RSC Anderlecht    | 8      |
| 18.   | Éric Joly          |             | KV Courtrai / La Gantoise         | 7      |
| 19.   | Sandy Martens      |             | La Gantoise / FC Bruges           | 6      |
| ==.   | Ole Martin Årst    |             | RSC Anderlecht / La Gantoise      | 6      |
| 21.   | Carl Hoefkens      |             | Lierse SK                         | 5      |
| 22.   | Tomasz Zdebel      |             | Lierse SK                         | 4      |
| ==.   | Éric Van Meir      |             | Lierse SK                         | 4      |
| ==.   | Émile Mpenza       |             | Standard de Liège                 | 4      |
| 25.   | Erwin Lemmens      |             | KSK Beveren / Racing de Santander | 3      |
| ==.   | Thordur Gudjonsson |             | KRC Genk                          | 3      |
| 27.   | Gert Verheyen      |             | FC Bruges                         | 2      |
| ==.   | Eric Addo          |             | FC Bruges / PSV Eindhoven         | 2      |
| ==.   | Steve Cooreman     |             | Eendracht Alost                   | 2      |
| ==.   | André Cruz         |             | Standard de Liège / Torino        | 2      |
| ==.   | Hervé Nzelo-Lembi  |             | FC Bruges                         | 2      |
| ==.   | Jan Moons          |             | GB Antwerp                        | 2      |
| 33.   | Sven Vermant       |             | KRC Genk                          | 1      |
| ==.   | Mike Okoth Origi   |             | KRC Genk                          | 1      |
| ==.   | Domenico Olivieri  |             | KRC Genk                          | 1      |
| ==.   | Frank Leen         |             | Lierse SK                         | 1      |
| ==.   | Filip Daems        |             | Lierse SK                         | 1      |
| ==.   | Geoffrey Claeys    |             | RSC Anderlecht / Eendracht Alost  | 1      |
| ==.   | Zoran Ban          |             | Excelsior Mouscron / KRC Genk     | 1      |

## Sources
- (nl) Cet article est partiellement ou en totalité issu de l’article de Wikipédia en néerlandais intitulé « Belgische Gouden Schoen 1999 » (voir la liste des auteurs).